# Императорское человеколюбивое общество
Императорское человеколюбивое общество — крупнейшая благотворительная организация, существовавшая в XIX — начале XX века в  Российской империи.

## История

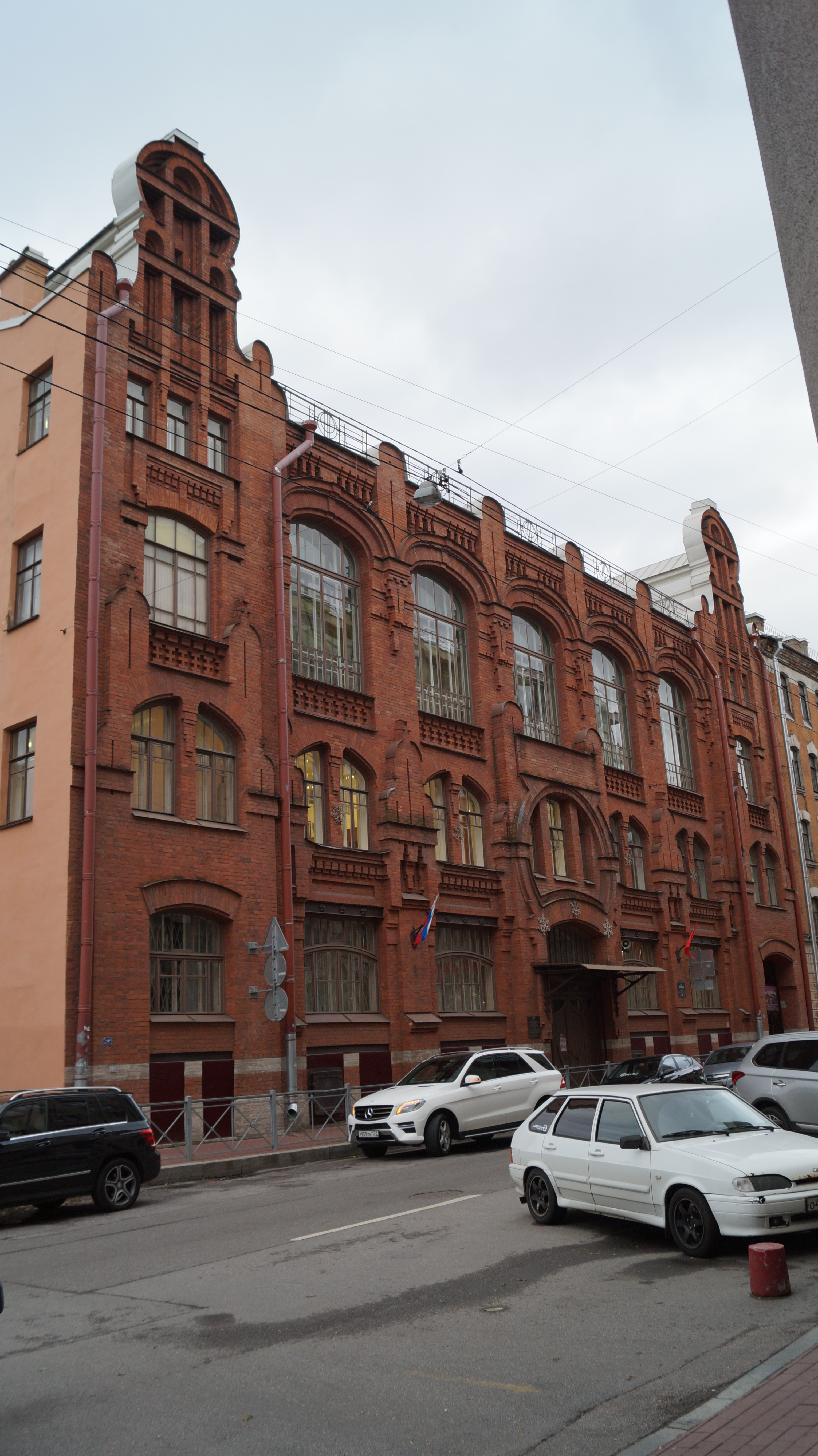
Здание Попечительства Императорского человеколюбивого общества для сбора пожертвований на ремесленное образование бедных детей в Санкт-Петербурге

Основано 16 мая 1802 года рескриптом императора Александра I как «Благодетельное общество» для оказания бедным «вспоможения всякого рода» на добровольные частные пожертвования и призванное оказывать помощь нуждающимся 

без различия пола, возраста и вероисповедания, при всех проявлениях их нужд от младенческого возраста до глубокой старости
<…>
не только раздавать милостыню, но доставлять бедным и другие вспоможения и особенно стараться выводить из состояния нищеты тех, кои трудами своими и промышленностью себя пропитывать могут.
Из личных средств императора обществу было выделено 24 тысячи рублей. Впоследствии сумма была увеличена до 40 тысяч.
Поначалу общество существовало в виде самостоятельных комитетов, в основном – медико-филантропического и попечительного о бедных. Медико-филантропический комитет был учреждён указом императора Александра I 18 мая 1802 года. Управление комитетом было поручено камергеру А. А. Витовтову. Целью медико-филантропического комитета было оказание родовспомогательной помощи, обеспечение бесплатного лечения бедных на дому, приём и оказание безвозмездных консультаций приходящим больных в разных частях города, раздача бесплатных медикаментов неимущим. Были избраны врачи для бедных и открыты лечебницы. 
В 1805 году были образованы благодетельный комитет и учёный комитет с 2 отделениями для сношений с русскими и иностранными филантропами и собирания сведений о новых проектах, открытиях и учреждениях на пользу страждущих.
Также, в 1805 году, был открыт Попечительный о бедных комитет, задача которого состояла в оказании денежной помощи в виде периодических выплат (так называемого «пансиона») или единовременных денежных пособий (до 200 рублей ассигнациями) истинно бедным и несчастным людям. Комитет регистрировал обратившихся за помощью и собирал сведения о неимущих.
В 1812 году был утверждён общий штат канцелярий комитетов. 
В августе 1814 года общество было преобразовано в «Императорское человеколюбивое общество». Проект образования общества был утверждён императором только в 1816 году. Основателями его выступили барон Б. И. Фитингоф, А. С. Стурдза, Д. Н. Блудов, Павский. Первым Главным попечителем общества был князь А. Н. Голицын (до 16 мая 1824 года, когда его сменил митрополит Серафим (Глаголевский)).
Комитет по учёной части общества (действовал в 1816–1832 годах) издавал «Журнал Императорского Человеколюбивого общества» (в 1817–1826, Ч. 1–36). 

### Императрица Мария Фёдоровна

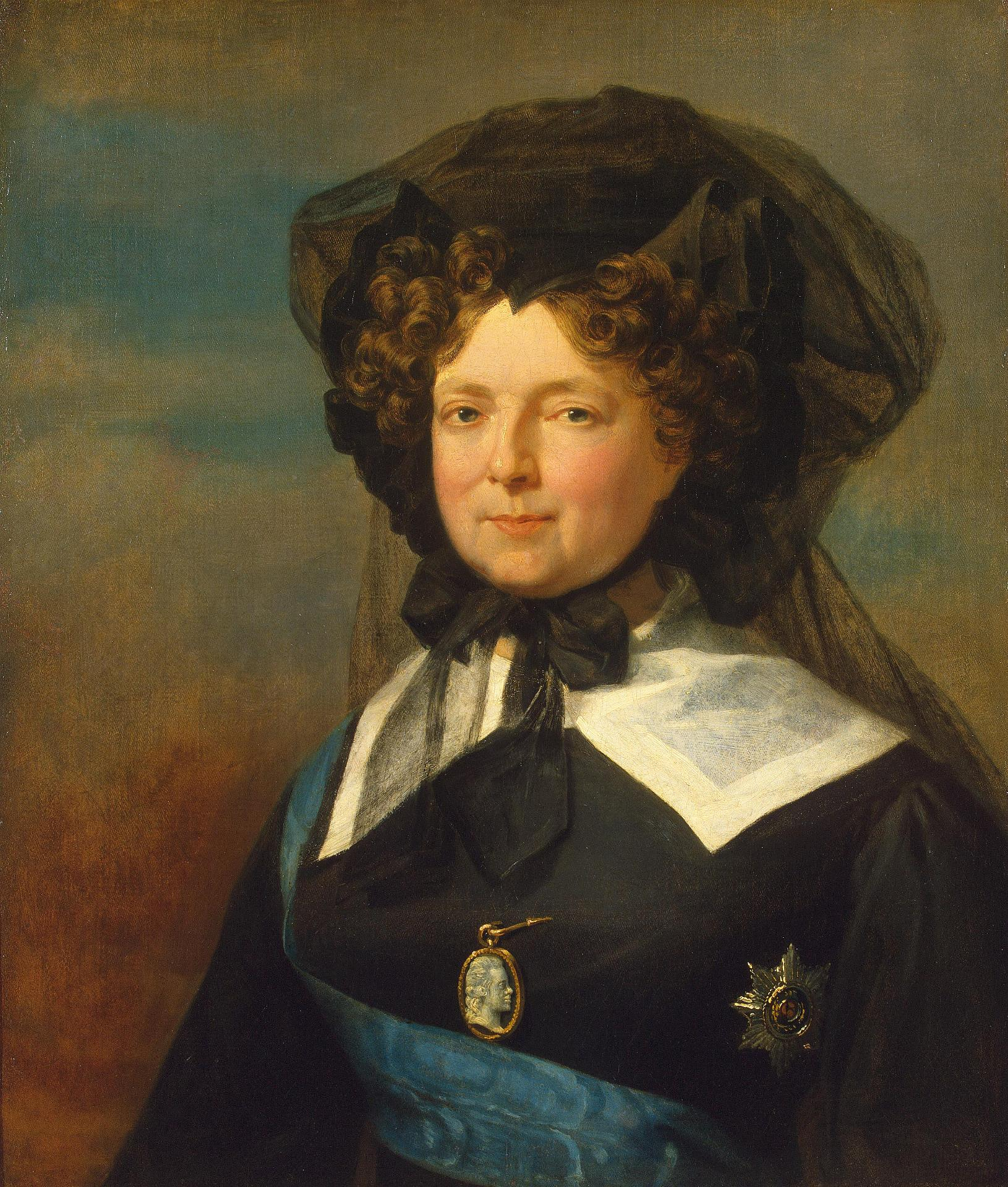
Портрет вдовствующей императрицы Марии Фёдоровны

Мать Александра I — Мария Фёдоровна сыграла выдающуюся роль в развитии общества.
Филиалы Императорского человеколюбивого общества были открыты в большинстве крупных городов России. Ежегодный объём помощи превышал полтора миллиона рублей, помощь оказывалась приблизительно 150 тысячам бедных. Кроме больниц и учебно-воспитательных заведений на попечении Императорского человеколюбивого общества были дешёвые квартиры, приюты, народные столовые, швейные мастерские, дома призрения.
Это была первая в истории России централизованная, действовавшая в масштабах всей страны структура, предназначенная для разрешения социальных задач под покровительством императорской фамилии. Ко времени кончины императрицы Марии Федоровны в 1828 году под её управлением и покровительством находилось 30 различных учреждений: воспитательные дома, ряд женских институтов и других учебно-воспитательных заведений, богадельни, больницы. Успех деятельности этого общества не без основания связывают с именем и личностью самой Марии Фёдоровны.
Положением Комитета министров, утверждённым 14 ноября 1858 года работа всех должностных лиц благотворительных комитетов, подведомственных человеколюбивому обществу, были предоставлены права государственных служащих (ранее они принадлежали членам и чиновникам только Московского попечительного о бедных комитета), в том числе право на пенсии за выслугу лет и право на ношение мундира общегражданского покроя с фиолетовым бархатным воротником и обшлагами.
В 1868 года Комитет народного просвещения признал курс петербургского Воспитательного дома для бедных детей (открыт в 1829 году) равным курсу реальных гимназий; в 1869 году Воспитательный дом приравняли к среднему учебному заведению, а в 1872 году его преобразовали в Гимназию императорского человеколюбивого общества.

### XX век
К 1913 году в ведении общества находились попечительные о бедных комитеты в Москве, Санкт-Петербурге и ряде других городов, 274 благотворительных учреждения, преимущественно, в Москве и Санкт-Петербурге, а также 37 губерниях, как, например, «Детские Дюны». В целом за весь период деятельности общества соотношение частных пожертвований к государственным средствам составило 11:1.

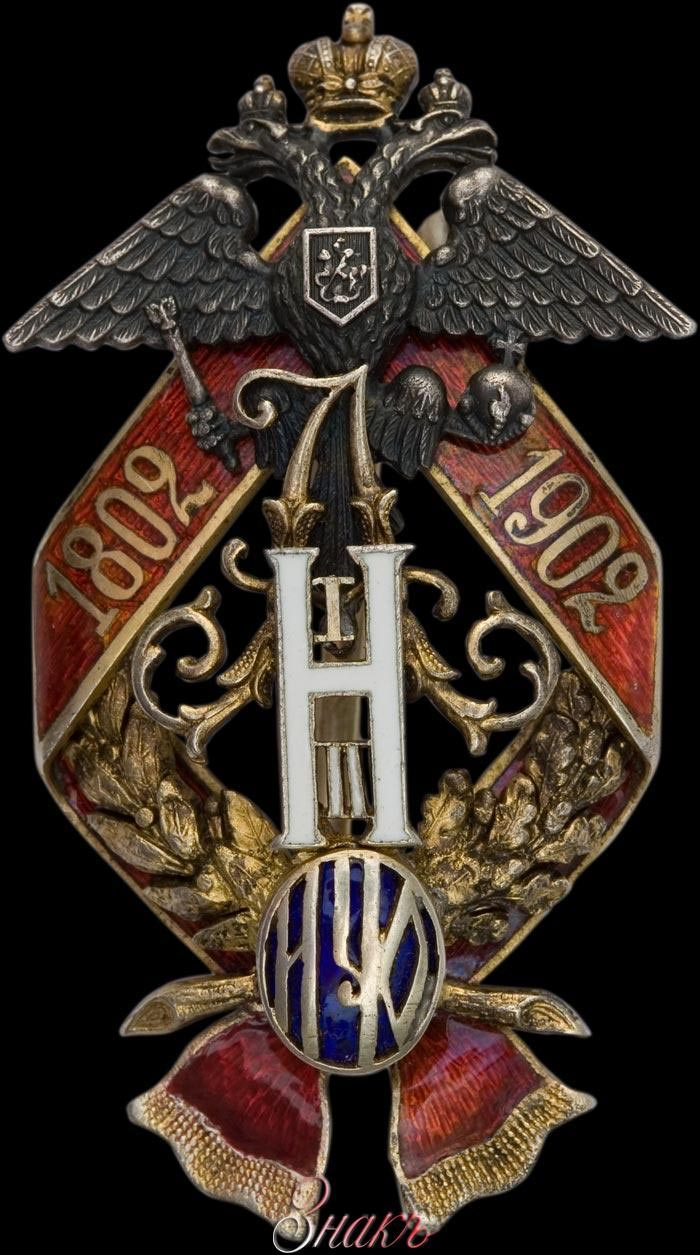
Юбилейный Знак Общества

После Февральской революции 1917 года распоряжением Временного правительства от 12 мая 1917 года Человеколюбивое общество было включено в состав Министерства государственного призрения. 
В 1918 году все банковские счета, недвижимость и другое имущество общества были национализированы и общество прекратило существование.

## Нагрудные знаки общества
Императорское человеколюбивое общество за пожертвование определённых сумм и прочие услуги награждало нагрудным знаком. Практика награждения орденами, медалями и чинами за общественную, в том числе за благотворительную деятельность была распространена в Российской империи достаточно широко. Благодаря деятельности Императорского Человеколюбивого общества значительно повысился престиж общественной деятельности.